# Skáld (együttes)
A Skáld egy északi ihletésű dalokat játszó francia tercett.  

## A zenekar története
A résztvevő három énekest a zeneszerző és producer Christophe Voisin-Boisvinet hozta össze egy együttesbe 2018-ban. Még abban az évben megjelent debütáló daluk Rún címmel. A klip azóta elérte a 20 millió megtekintést a Youtube-on. 
Az együttes megalakulása óta már fellépett a Wacken Open Air, a Hellfest, a Castle Party Festival, a Rock Oz'Arènes és az Imandra Viking Fest színpadán. 
2019. szeptember 20-án jelent meg első albumuk, a Vikings Chant az Universal Music gondozásában Németországban. A lemez Németországban és Franciaországban is felkerült a toplistákra.  
2021-ben közös dalt adtak ki a The Longest Johns együttessel Santiano címmel.  

## Műfaj és stílus
Az együttes stílusa az ősi skáldok előadásmódját utánozza, ezért a szövegek rendszerint norvég és ónorvég nyelven íródnak. A skáldok hagyományos hangszereit, például törzsi ütőhangszereket, dobokat, állati csontokat, lírát, talharpát, citolét, jouhikkót és különféle hárfákat használnak.
Az együttes feldolgozott már olyan ismertebb dalokat is, mint  a Seven Nation Army a White Stripes-tól, a Riders on the Storm a Doors-tól és a High Hopes a Pink Floyd-tól. 
Noha "egyedi skandináv mitológiából inspirált projektként" ismeretesek, zenéjük mégis hasonlít olyan előadókra, mint a korai Faun, a Wardruna, Einar Selvik és a Kaunan. 

## Diszkográfia
- 2019: Le Chant des Vikings (Franciaország, Decca Records)
- 2019: Vikings Chant (nemzetközi verzió, Universal Music)
- 2020: Vikings Memories (Franciaország, Decca Records)

## Fordítás
- Ez a szócikk részben vagy egészben  a   Skáld (Band) című német Wikipédia-szócikk ezen változatának fordításán alapul.  Az eredeti cikk szerkesztőit annak laptörténete sorolja fel. Ez a jelzés csupán a megfogalmazás eredetét és a szerzői jogokat jelzi, nem szolgál a cikkben szereplő információk forrásmegjelöléseként.